# Турув (Сілезьке воєводство)
Турув (пол. Turów) — село в Польщі, у гміні Ольштин Ченстоховського повіту Сілезького воєводства.
Населення — 604 особи (2021).
У 1975-1998 роках село належало до Ченстоховського воєводства.

## Демографія
Демографічна структура станом на 2021 рік:
|          | Загалом | Допрацездатний вік | Працездатний вік | Постпрацездатний вік |
| -------- | ------- | ------------------ | ---------------- | -------------------- |
| Чоловіки | 296     | 53                 | 184              | 59                   |
| Жінки    | 308     | 54                 | 161              | 93                   |
| Разом    | 604     | 107                | 345              | 152                  |